# Woolworth Building
A Woolworth Building egy 241 méter magas lakóépület és korai felhőkarcoló New York Manhattan városrészében, a Broadway 233. szám alatt. A Cass Gilbert által tervezett épület 1913 és 1929 között a világ legmagasabb épülete volt, és még 2024-ben is az ország 100 legmagasabb épülete közé tartozott.
A Woolworth Buildinget keletről a Broadway és a City Hall Park, északról a Park Place, délről pedig a Barclay Street határolja. Egy 30 emeletes alapból áll, amelyet egy további 30 emeletes torony koronáz. Homlokzatát nagyrészt építészeti terrakotta burkolat borítja, bár az alsó részek mészkőből készültek, és több ezer ablakkal rendelkezik. A díszes előcsarnokban különféle szobrok, mozaikok és építészeti díszítések találhatók. Az építményt számos kényelmi funkcióval és látnivalóval tervezték, köztük az 57. emeleten található, mára már bezárt csillagvizsgálóval és az alagsorban található privát úszómedencével.
F. W. Woolworth, a népszerű öt és tíz centes áruházak márkájának alapítója a felhőkarcolót cége főhadiszállásának tervezte. Woolworth a felhőkarcolót az Irving Trust Companyvel közösen tervezte, amely szintén hozzájárult ahhoz, hogy az épületet székhelyként használja. A Woolworth Buildinget eredetileg 12-16 emeletes kereskedelmi épületnek tervezték, de a tervezési folyamat során többször is átdolgozták. A végleges magasságáról csak 1911 januárjában született döntés. Az építkezés 1910-ben kezdődött és két évvel később fejeződött be. Az épületet hivatalosan 1913. április 24-én nyitották meg. Az épület nagyszabású mérete és gótikus stílusa miatt Dr. S. Parkes Cadman lelkész, aki részt vett a megnyitó ünnepségen, úgy jellemezte az épületet, mint „a kereskedelem katedrálisát” (Cathedral of Commerce), így ez a becenév a tulajdonosok ellenkezésének ellenére is az épületen maradt.
A Woolworth Building története során számos változáson ment keresztül. A homlokzatot 1932-ben megtisztították, 1977 és 1981 között pedig átfogó felújításon esett át az épület. Az Irving National Exchange Bank 1931-ben áthelyezte székhelyét a Wall Street 1. szám alá, de a Woolworth Company (később Venator Group) a 20. század nagy részében továbbra is a Woolworth Building tulajdonosa maradt. Az épületet végül 1998-ban adták el a Witkoff Groupnak. A felső 30 emeletet 2012-ben eladták egy ingatlanfejlesztőnek, és lakásokká alakították át. Az épület többi részét irodai és kereskedelmi bérlők használják. Az épület 1966 óta nemzeti történelmi műemlék, 1983 óta pedig New York város által kijelölt műemlék.

## Építészeti jellemzői
Cass Gilbert neogótikus stílusban tervezte a Woolworth Buildinget. Az épület az európai gótikus katedrálisokra hasonlít; S. Parkes Cadman tiszteletes „A kereskedelem katedrálisának” nevezte egy 1916-ban megjelent füzetben. F. W. Woolworth, aki a Woolworth Building ötletét kidolgozta, a londoni Westminster-palota Viktória-tornyát javasolta az épület mintájául. Gilbertnek ezzel szemben nem tetszett a vallási képekkel való összehasonlítás. Az építész végül 15. és 16. századi gótikus díszítéseket használt a Woolworth Buildingen, a kiegészítő színvilággal együtt. Bár az épület acélváza szokatlan volt a neogótikus építményeknél, a homlokzata a többi korbeli épülethez hasonlóan a függőleges tervezési elemeket hangsúlyozza.
Az épület az eredeti tervek szerint 130 méter magas lett volna, de ezt végül végül 241 méterre emelték. Az évek során több különböző magasságmérést is végeztek rajta, valójában az épület körülbelül 241,9 méterrel emelkedik a terület legalacsonyabb pontja fölé. A Woolworth Building 60 emeletes volt, amikor 1913-ban elkészült bár ez 53 használható emeletből állt, amelyet több gépészeti szint koronázott meg. Az épület 3,4 és 6,1 méter közötti belmagassága miatt összességében egy 80 emeletes épületnek felel meg. 1929-1930-ig, a 40 Wall Street és a Chrysler Building (mindkettő  szintén New York-i felhőkarcoló) megépítéséig a világ legmagasabb épülete maradt. Az épülethez saját ZIP-kódot rendeltek, a 10279-et, ezzel egyike volt annak a 41 manhattani épületnek, amelynek saját irányítószáma volt 2019-ben.

## Galéria

Részletek és belső nézetek
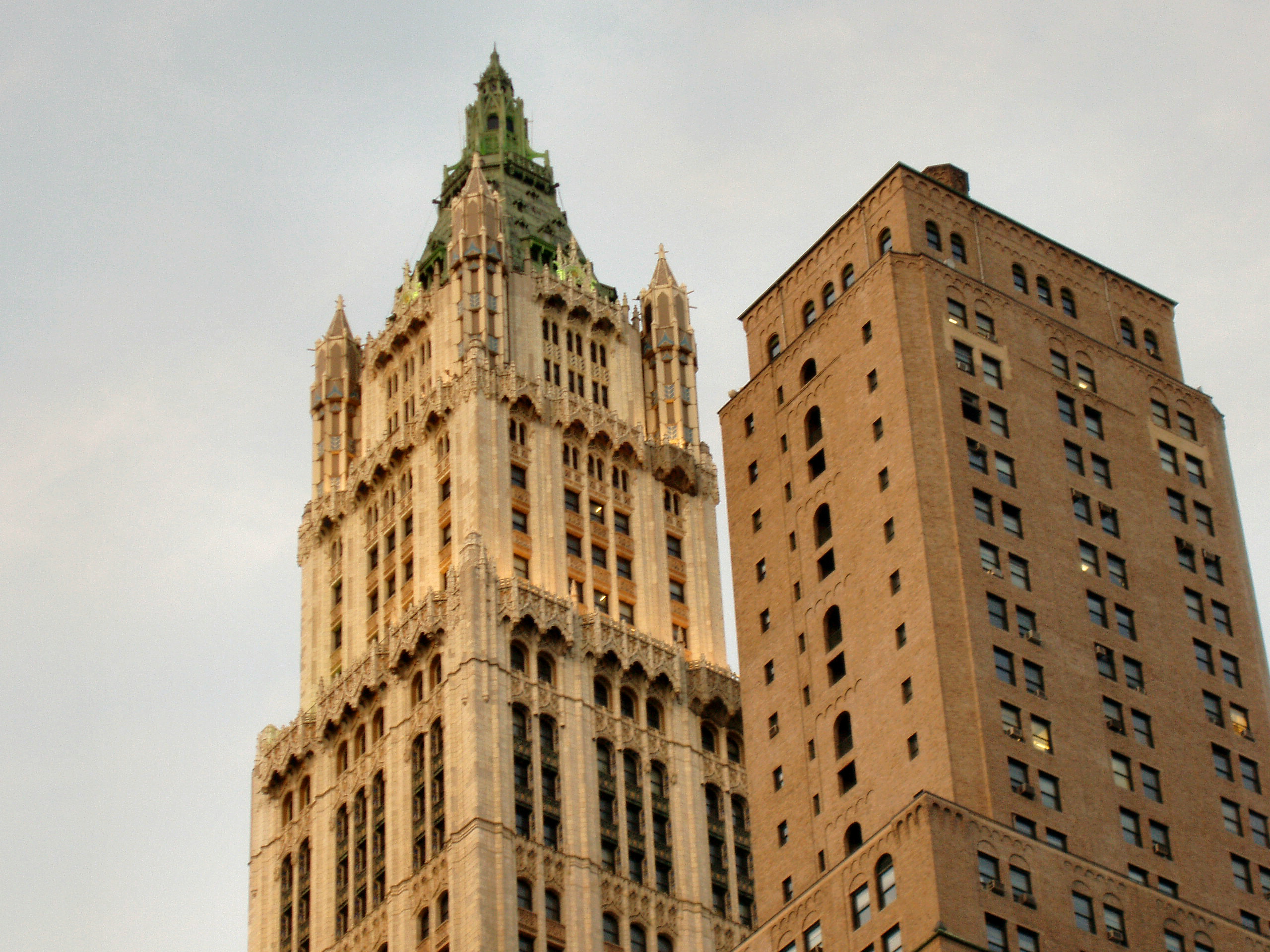
A torony teteje
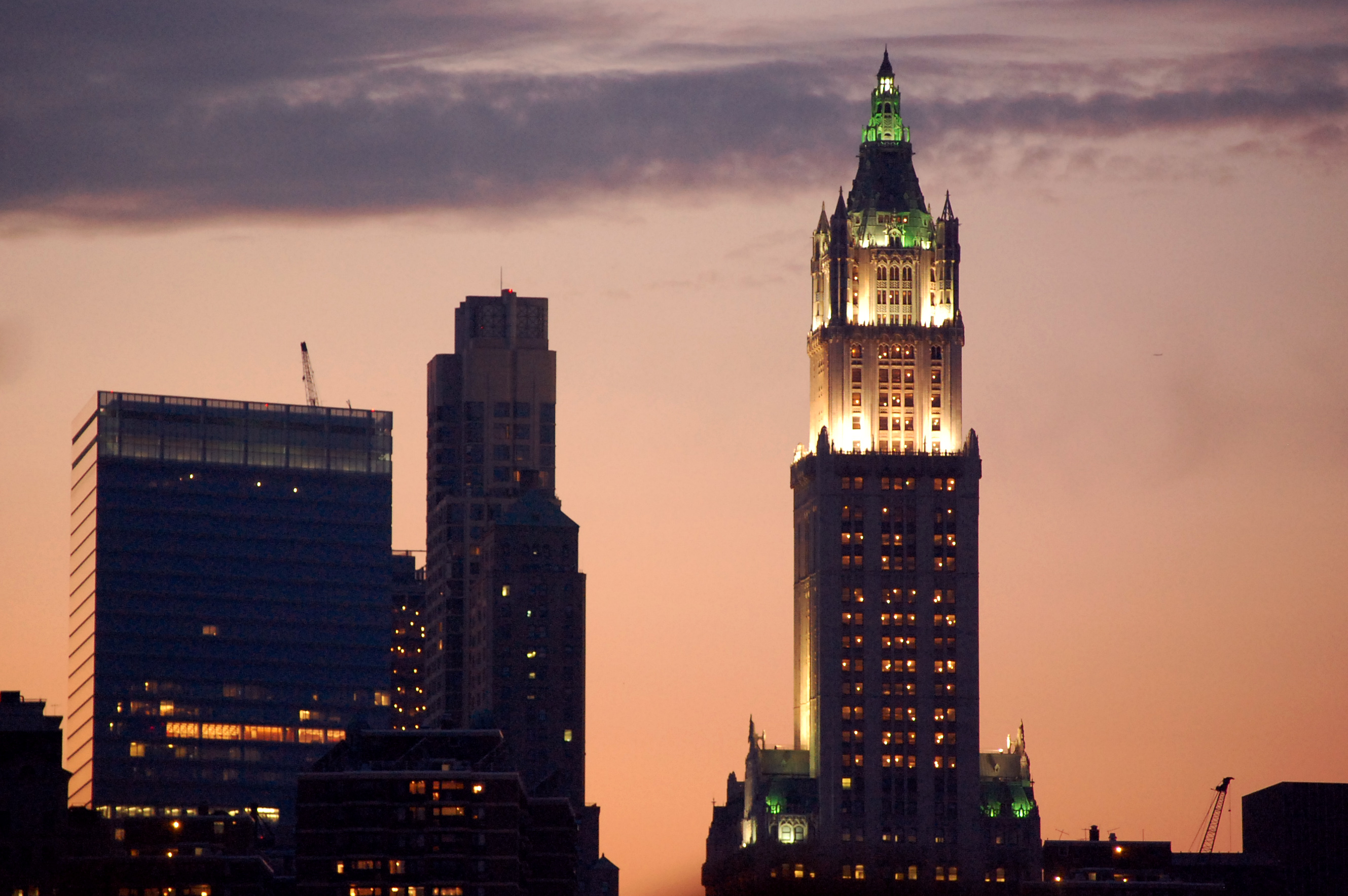
2008 szürkületkor világítással
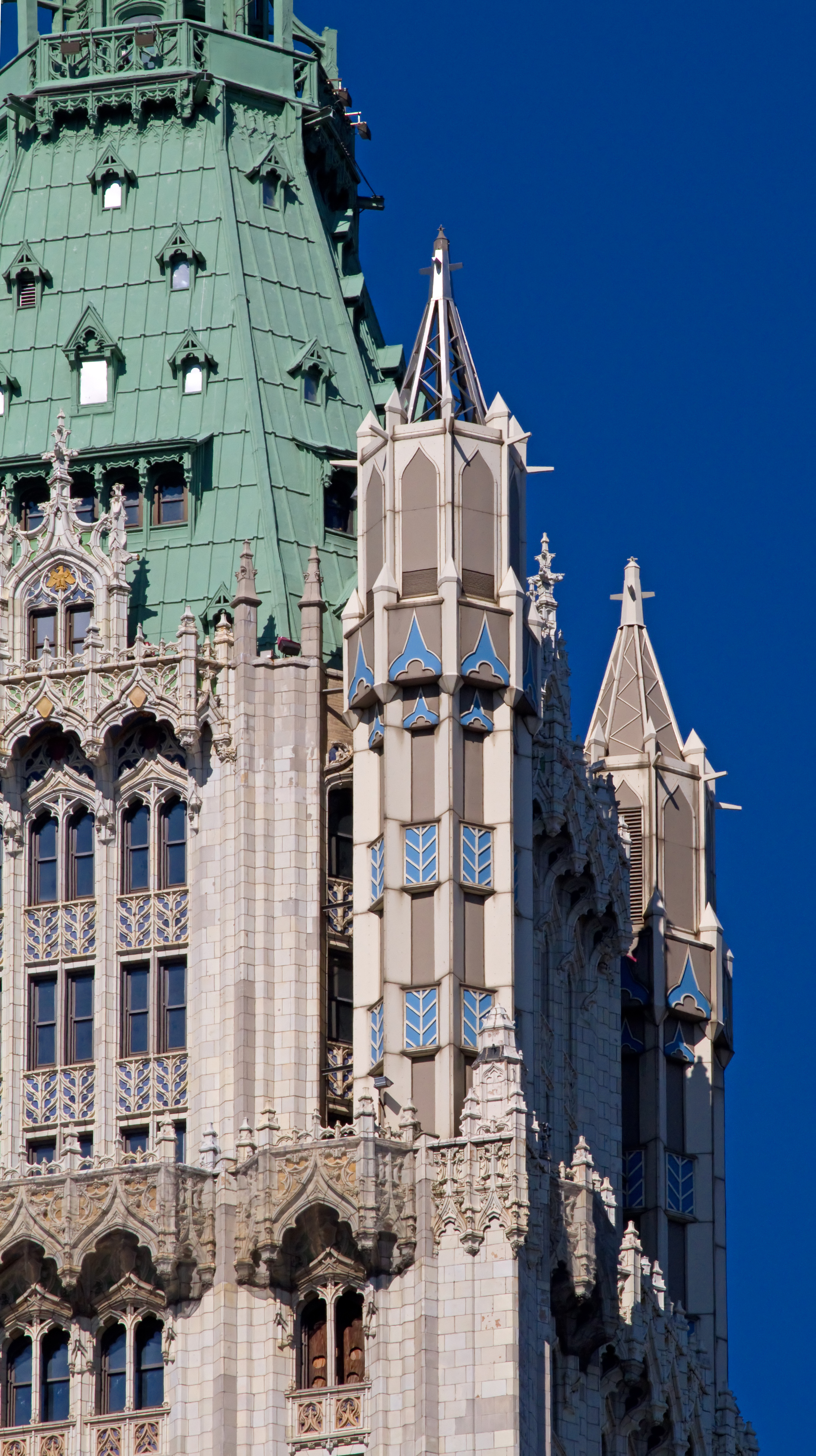
Gótikus tornyok
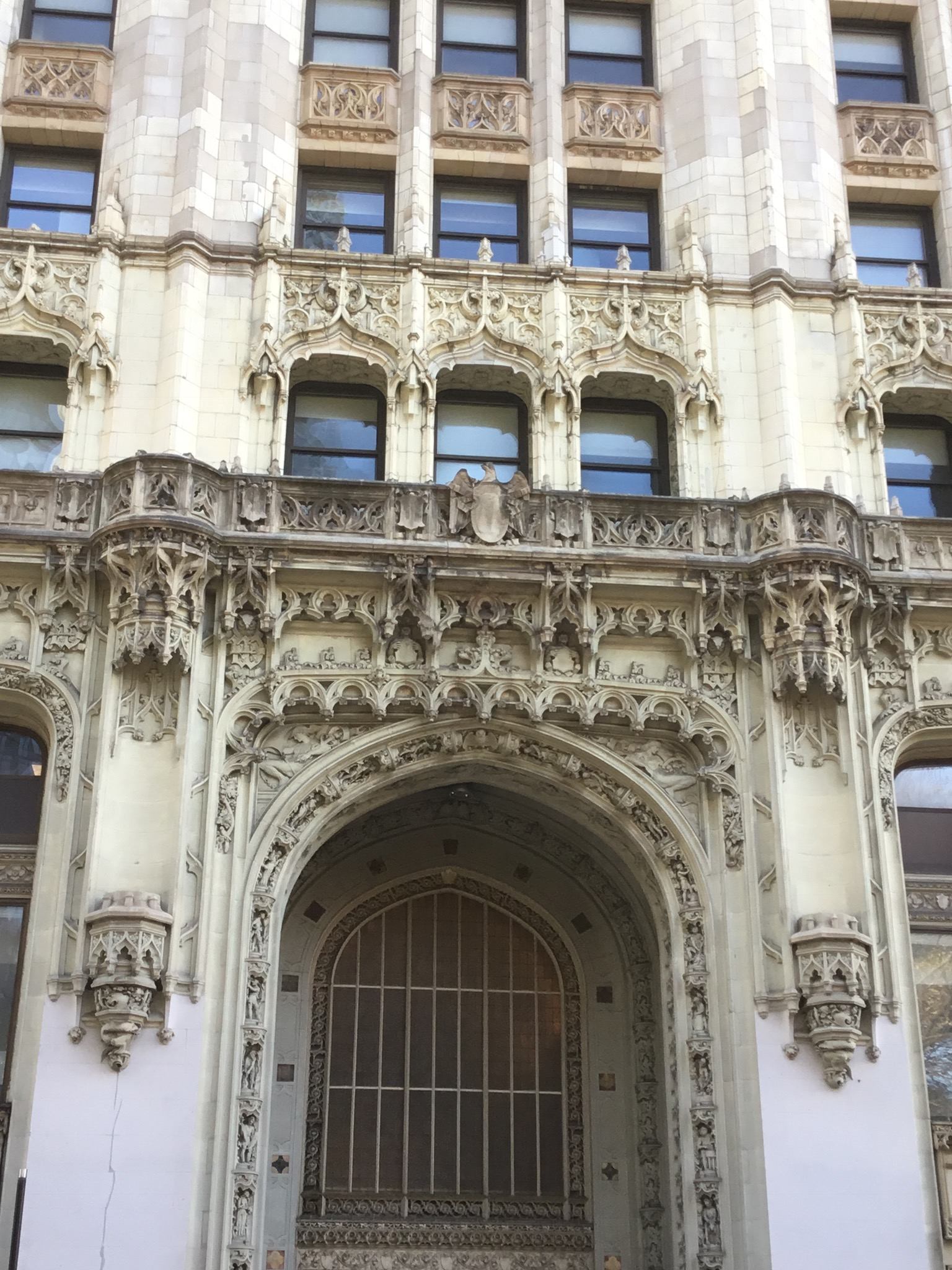
Portál gótikus díszítéssel
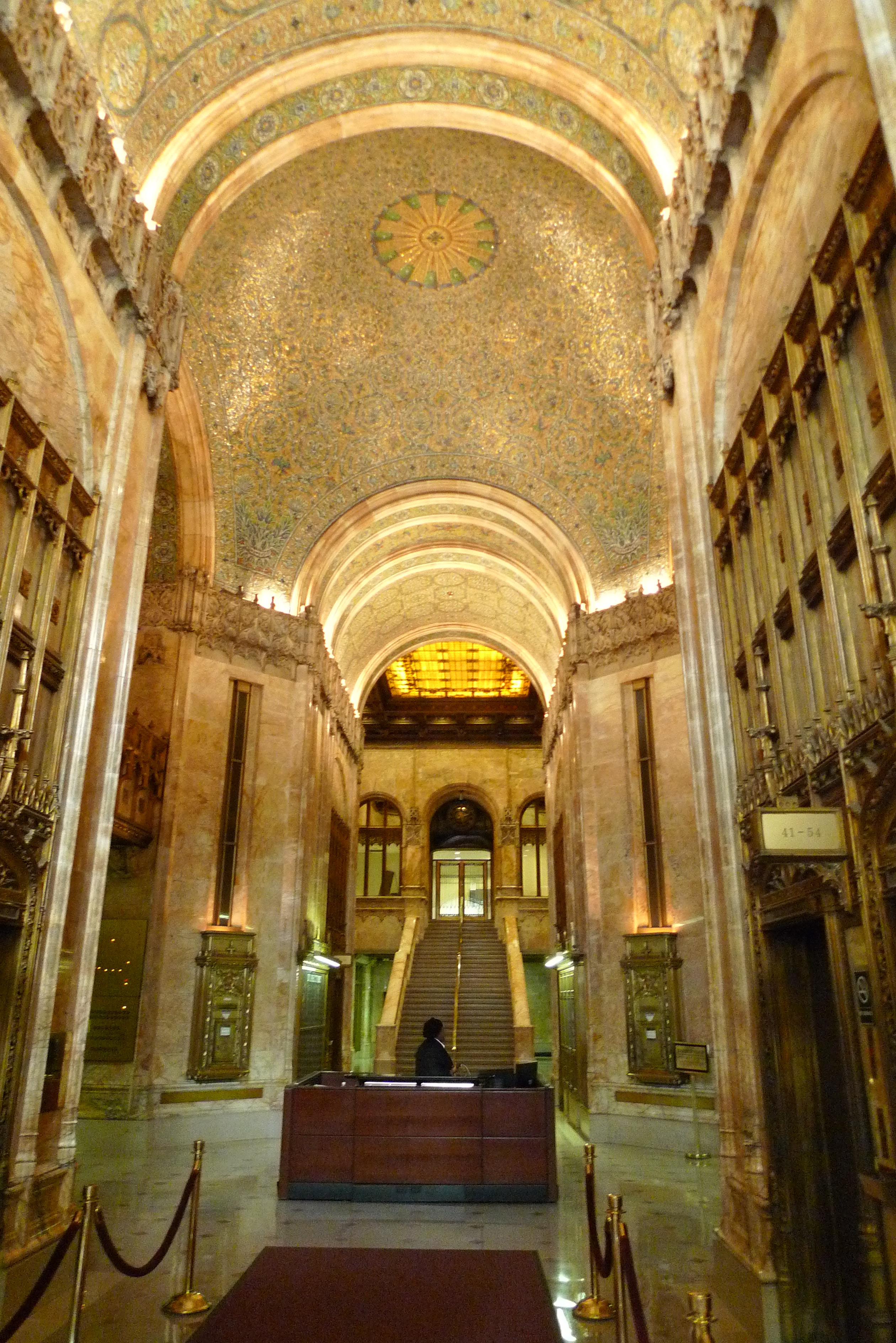
Kilátás az előcsarnokba
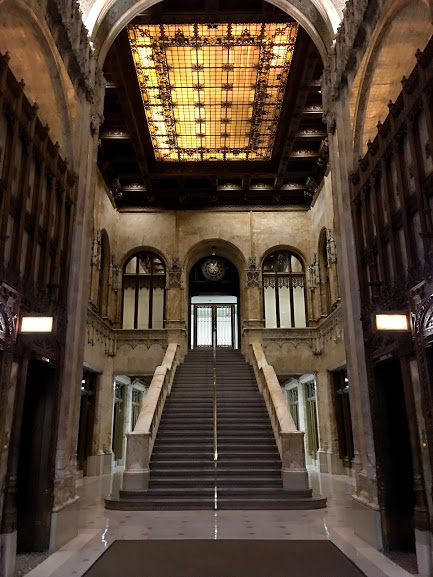
Előcsarnok 2018-ban

## Fordítás
- Ez a szócikk részben vagy egészben  a   Woolworth Building című angol Wikipédia-szócikk ezen változatának fordításán alapul.  Az eredeti cikk szerkesztőit annak laptörténete sorolja fel. Ez a jelzés csupán a megfogalmazás eredetét és a szerzői jogokat jelzi, nem szolgál a cikkben szereplő információk forrásmegjelöléseként.